# 三宅淳一
三宅淳一（日语：／ Miyake Jun'ichi，1980年1月13日—），日本的男性聲優。神奈川縣橫濱市出身，血型為O型，目前屬於青二Production旗下聲優。
與知名插畫家西又葵於2016年4月24日結婚。

## 人物介紹
- 興趣是汽車、機車。專長是籃球。
- 新生代聲優團體「Boy's Beat」的成員之一（成員＝岡本寛志、根本幸多、三宅淳一、鈴木賢、柴崎幸一）

### 後任
2014年4月，三宅淳一在官網宣布自身因咽炎需要休養。之前在《無雙系列》中飾演的郭嘉以後改由神原大地接任，原本在《神様と運命覚醒のクロステーゼ》參演主角改由野島健兒飾演。另一方面，三宅淳一則繼續為電台配音演出。

## 參與作品

### 電視動畫
2005年
- 鼻毛真拳（「ね」の店の店員）

2006年
- Marginal Prince —月桂樹的王子們—（Sylvain Clark）

2007年
- 京四郎與永遠的空（七番隊）

2009年
- 動物偵探奇魯米（桐野 Rinji）

2011年
- 我們沒有翅膀（咲夜）

2013年
- 聖鬥士星矢Ω（洛格）
- 八犬傳－東方八犬異聞－（犬阪毛野〈旦開野〉）
- 八犬傳－東方八犬異聞－第二期（犬阪毛野〈旦開野〉）
- 魔界王子 devils and realist（拉貴爾）

### OVA
2003年
- （兵隊）

### 動畫電影
2004年
- 劇場版「ONE PIECE 被詛咒的聖劍」

2005年
- 劇場版「ONE PIECE 祭典男爵與神祕島」（部下）

2006年
- 劇場版「ONE PIECE 機關城的機械巨兵」

### 遊戲
- [PS2/PC]乙女的戀革命（日语：乙女的恋革命★ラブレボ!!）（華原雅紀）
  - [PSP]乙女的恋革命 携带版
- [PC]STEAL!（日语：STEAL!）（魁堂静一郎）
- [PS2]恐怖骑手Xechs（吉布森）
- [PS2]心跳回忆 Girl's Side 2nd Kiss（井上）
- Marginal Prince —月桂樹的王子們—（Sylvain Clark）
- [PS3]真·三國無雙6猛將傳（郭嘉）
- [PS3/XBOX360] 真·三國無雙7 （郭嘉）
- [PS3/XBOX360] 真·三國無雙7猛將傳 （郭嘉）
- [PS3/XBOX360] 真·三國無雙7帝王傳 （郭嘉）
- [PS3/XBOX360] 真·三國無雙7英傑傳 （郭嘉）
- 無雙大蛇2（郭嘉）

### CD
- Marginal Prince Songs1
- Marginal Prince Songs2
- Marginal Prince Drama CD 1 由多抵達學院篇
- Tales of Rebirth
- ・萌音
- 異界繁盛記
- 學園天堂
- 結集！無敵英雄宇宙大決戦
- 金色琴弦 HEART BEAT☆廣播劇CD
- 廣播劇CD「9S」

### 吹替
- （受付、大蛇）

### 廣播節目
- 乙女的戀愛革命！REVOLUTION！

## 外部連結
- 官方網站（日語）
- 事務所公開簡歷（页面存档备份，存于）（日語）

1. ↑  . 三宅淳一official blog.   [2014-04-16]. （原始内容存档于2025-01-20）.